# 利勒茹尔丹
利勒茹尔丹（法語：L'Isle-Jourdain，法語發音：[lil ʒuʁdɛ̃]），法国西南部城市，奥克西塔尼大区热尔省的一个市镇，隶属于欧什区，其市镇面积为70.48平方公里，2022年1月1日时人口数量为9,499人，是该省人口第二多的市镇，在法国城市中排名第1,140位。
利勒茹尔丹位于热尔省东部，萨沃河畔，是一个区域性的中心城市，图卢兹－欧什铁路和多条公路在此交汇。

## 地名来源
“利勒”（Isle）来源于古法语，意为“岛”，其现代法语形式为其变体，该名称可能与当地的自然地理环境有关：利勒茹尔丹位于沼地中，被萨沃河环绕，如同岛屿，该名称在中世纪初即以拉丁语“Ictium”的形式被记载；“茹尔丹”（Jourdain）一名来源于当地的一名庄园主在十字军东征时，其子在约旦河施洗（地名中的“茹尔丹”即法语中的“约旦河”）。同名城市在维埃纳省亦有出现。
“利勒茹尔丹”对应的奥克语名称为“L'Isla de Baish”，意为“下游的岛屿”，与萨沃河上游的利勒昂多东（奥克语写作“L'Isla de Haut”，意为“上游的岛屿”）对应。

## 历史

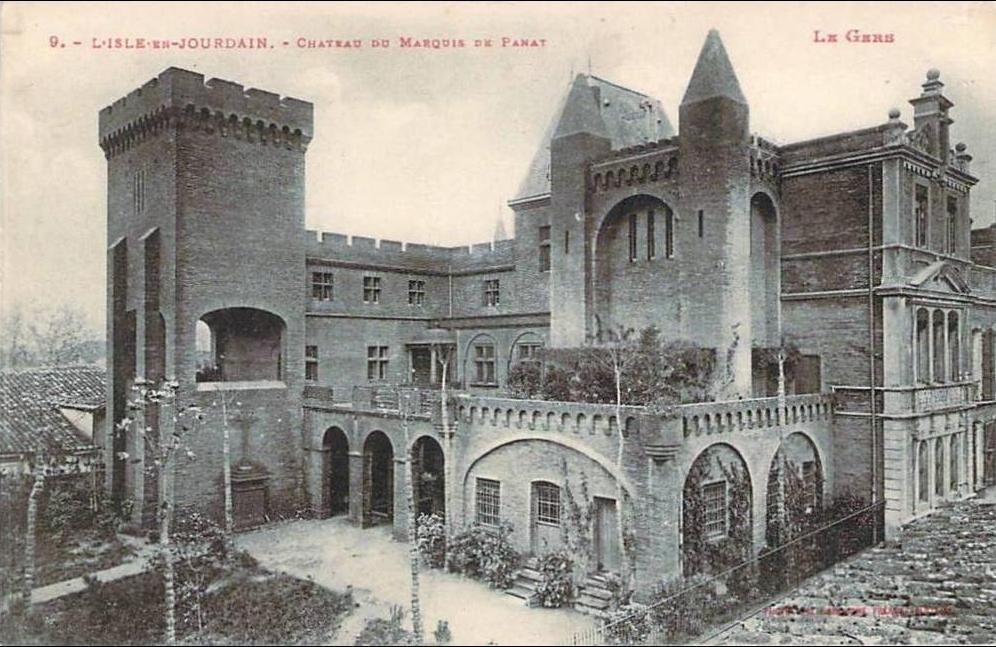
19世纪末的帕纳侯爵城堡

根据当地官方旅游网站的论述，高卢时期一条由波尔多出发向东延伸的道路由此通过。中世纪时，利勒茹尔丹附近区域长期为图卢兹伯国的一处领地。1405年，当地领主绝嗣，利勒茹尔丹被卖给了克莱蒙伯爵，后又被转手给了阿马尼亚克伯爵约翰四世，最终于1607年成为法兰西王国的领土。宗教战争期间，利勒茹尔丹发生较为严重的宗教冲突，《南特敕令》被废除后，当地城墙及神庙在17世纪时相继被拆除。法国大革命后，利勒茹尔丹成为热尔省的一个市镇，并在1790至1795年间为一个地区行署。1823年和1824年，卡斯马尔坦和阿拉涅斯两个市镇相继并入利勒茹尔丹。19世纪中期，得益于农业发展以及农产品交易的兴起，利勒茹尔丹逐渐发展成为区域性的商业中心，当地新建的市政厅大楼被称为“小卡比托利欧山”（petit capitole）。途径利勒茹尔丹的铁路线于1877年建成通车。20世纪中后期，随着图卢兹城市的扩张以及通勤列车的开行，利勒茹尔丹成为了图卢兹的一个远郊卫星城，其人口数量逐年增加，出现了多处新建居民区。

## 地理

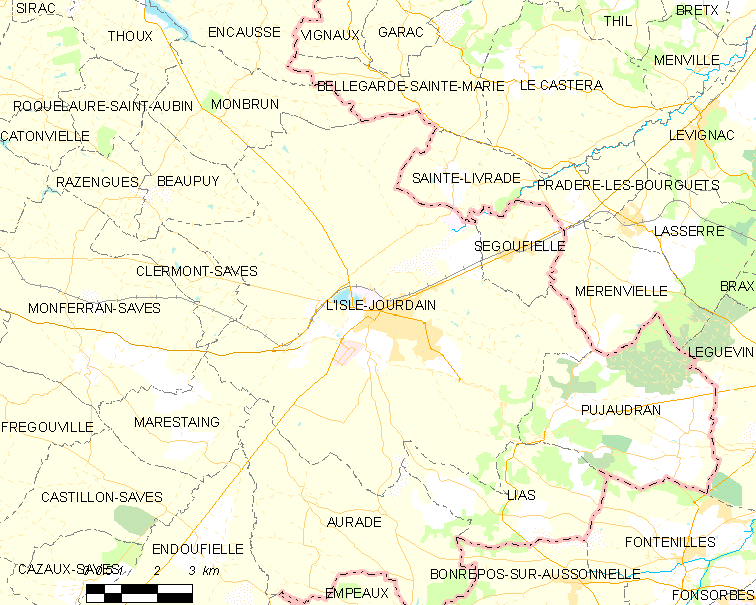
利勒茹尔丹市镇范围地图

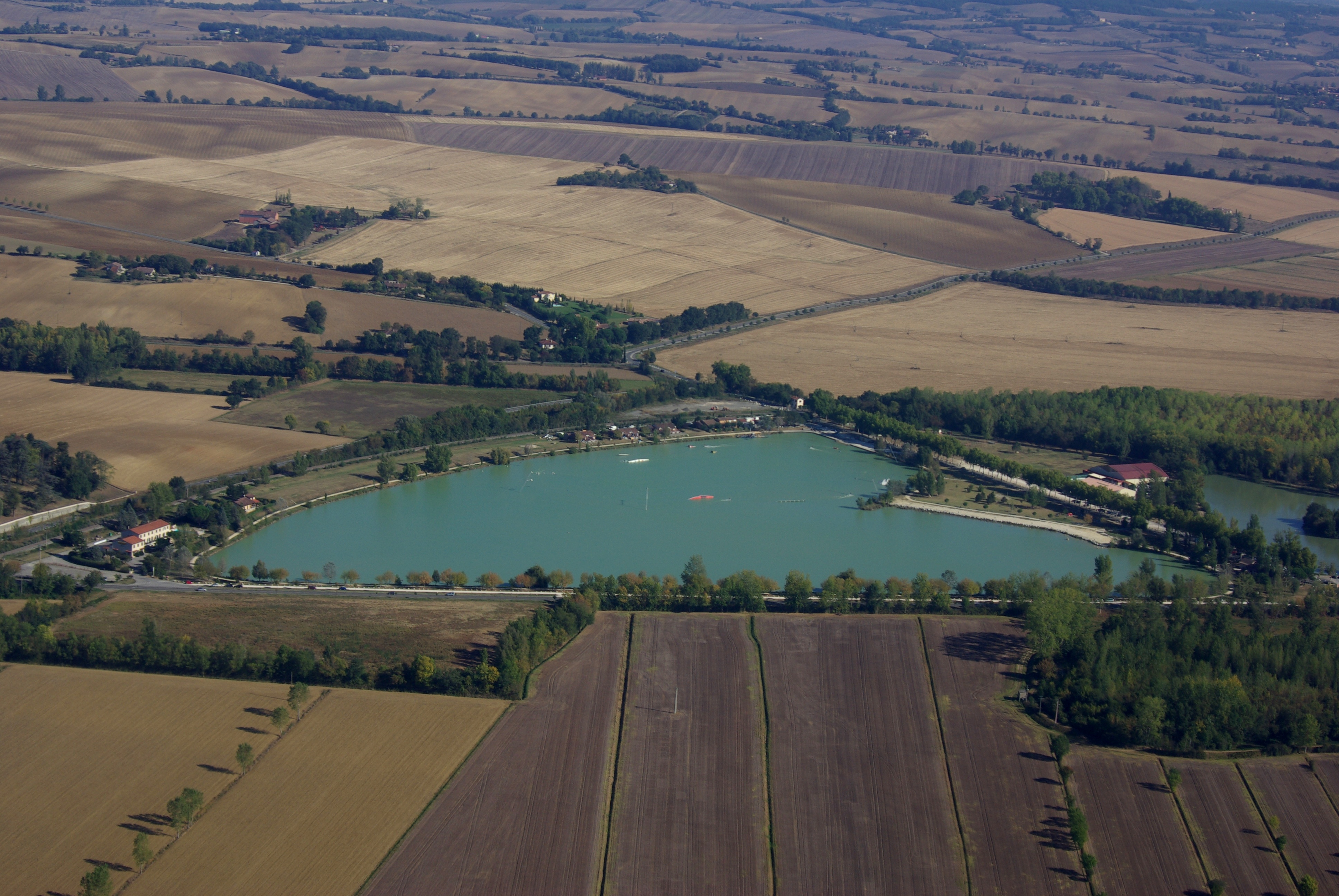
利勒茹尔丹湖

利勒茹尔丹位于法国西南部，奥克西塔尼大区西部和热尔省东部，距离省会欧什大约46公里。与利勒茹尔丹接壤的市镇包括：贝勒加德圣玛丽、梅朗维耶尔、圣利夫拉德、欧拉代、博皮、克莱蒙萨韦斯、利亚斯、马雷斯坦、蒙布兰、蒙费朗萨韦斯、皮若德朗、塞古菲耶勒。

### 地形
利勒茹尔丹位于热尔省东部丘陵腹地，境内以浅丘和丘陵为主，市镇中心地势较为平坦，全境海拔在136到304米之间。

### 水文
利勒茹尔丹位于加龙河流域，萨沃河自南向北流经境内，其右岸支流埃斯泰伊溪（Ruisseau de l'Hesteil）在此与其交汇。萨沃河左岸有一处大型湖泊，其附近被开辟为休闲公园。

### 植被
利勒茹尔丹属于温带阔叶混交林区，林地多分布于河流附近以及市镇范围西部。帕纳的玛格丽特侯爵公园（Parc de la Marquise de Marguerite de Panat）是当地的一处街心花园。
在鲜花城市的评比中，利勒茹尔丹暂未被评级。

### 气候
利勒茹尔丹在柯本气候分类法中属于带有温带海洋性气候特征的地中海气候。
利勒茹尔丹境内设有气象站，以下为该气象站的数据（其中日照数据取自图卢兹-布拉尼亚克机场）：
| 利勒茹尔丹1981年－2019年 | 利勒茹尔丹1981年－2019年 | 利勒茹尔丹1981年－2019年 | 利勒茹尔丹1981年－2019年 | 利勒茹尔丹1981年－2019年 | 利勒茹尔丹1981年－2019年 | 利勒茹尔丹1981年－2019年 | 利勒茹尔丹1981年－2019年 | 利勒茹尔丹1981年－2019年 | 利勒茹尔丹1981年－2019年 | 利勒茹尔丹1981年－2019年 | 利勒茹尔丹1981年－2019年 | 利勒茹尔丹1981年－2019年 | 利勒茹尔丹1981年－2019年 |
| 月份                     | 1月                      | 2月                      | 3月                      | 4月                      | 5月                      | 6月                      | 7月                      | 8月                      | 9月                      | 10月                     | 11月                     | 12月                     | 全年                     |
| ------------------------ | ------------------------ | ------------------------ | ------------------------ | ------------------------ | ------------------------ | ------------------------ | ------------------------ | ------------------------ | ------------------------ | ------------------------ | ------------------------ | ------------------------ | ------------------------ |
| 历史最高温 °C（°F）      | 21 (70)                  | 24.1 (75.4)              | 28.5 (83.3)              | 32 (90)                  | 34.5 (94.1)              | 40.5 (104.9)             | 40 (104)                 | 42.5 (108.5)             | 37 (99)                  | 31.5 (88.7)              | 26.5 (79.7)              | 21.5 (70.7)              | 42.5 (108.5)             |
| 平均高温 °C（°F）        | 9.8 (49.6)               | 11.5 (52.7)              | 15.1 (59.2)              | 17.6 (63.7)              | 21.8 (71.2)              | 25.6 (78.1)              | 28.6 (83.5)              | 28.6 (83.5)              | 25.2 (77.4)              | 20 (68)                  | 13.6 (56.5)              | 10.2 (50.4)              | 19 (66)                  |
| 日均气温 °C（°F）        | 5.6 (42.1)               | 6.6 (43.9)               | 9.3 (48.7)               | 11.7 (53.1)              | 15.6 (60.1)              | 19.1 (66.4)              | 21.5 (70.7)              | 21.5 (70.7)              | 18.3 (64.9)              | 14.5 (58.1)              | 9.1 (48.4)               | 6.2 (43.2)               | 13.3 (55.9)              |
| 平均低温 °C（°F）        | 1.4 (34.5)               | 1.8 (35.2)               | 3.5 (38.3)               | 5.7 (42.3)               | 9.5 (49.1)               | 12.7 (54.9)              | 14.4 (57.9)              | 14.5 (58.1)              | 11.5 (52.7)              | 9.1 (48.4)               | 4.6 (40.3)               | 2.2 (36.0)               | 7.6 (45.7)               |
| 历史最低温 °C（°F）      | −20.6 (−5.1)             | −14.5 (5.9)              | −12 (10)                 | −5 (23)                  | −0.2 (31.6)              | 1.5 (34.7)               | 6 (43)                   | 3.5 (38.3)               | 1.2 (34.2)               | −5 (23)                  | −11 (12)                 | −13 (9)                  | −20.6 (−5.1)             |
| 平均降水量 mm（）        | 61.1 (2.41)              | 49 (1.9)                 | 53.8 (2.12)              | 69.4 (2.73)              | 77.4 (3.05)              | 60.8 (2.39)              | 43.8 (1.72)              | 51.3 (2.02)              | 59.3 (2.33)              | 60.7 (2.39)              | 57.1 (2.25)              | 61.7 (2.43)              | 705.4 (27.77)            |
| 月均日照時數             | 92.5                     | 115                      | 175.1                    | 186.1                    | 209.2                    | 227.6                    | 252.6                    | 238.8                    | 204                      | 149.2                    | 96                       | 85.3                     | 2,031.4                  |
| 来源：infoclimat.fr      |                          |                          |                          |                          |                          |                          |                          |                          |                          |                          |                          |                          |                          |

## 行政区划
利勒茹尔丹是法国奥克西塔尼大区热尔省的一个市镇，编号为32160。利勒茹尔丹隶属于欧什区和热尔省第二选区，管理利勒茹尔丹县，同时也是图卢兹地区加斯科涅市镇公共社区的办公驻地。
法国国家统计与经济研究所（简称）在进行数据统计时，将利勒茹尔丹单独设为利勒茹尔丹城市核心区，并将包括核心区在内的周边共452个市镇划为图卢兹城市区。自2020年起，图卢兹城市区被包含527个市镇的图卢兹城市辐射区代替。此外，还将利勒茹尔丹市镇分为了2个“块区”（IRIS），以便于统计人口分布情况。

## 交通

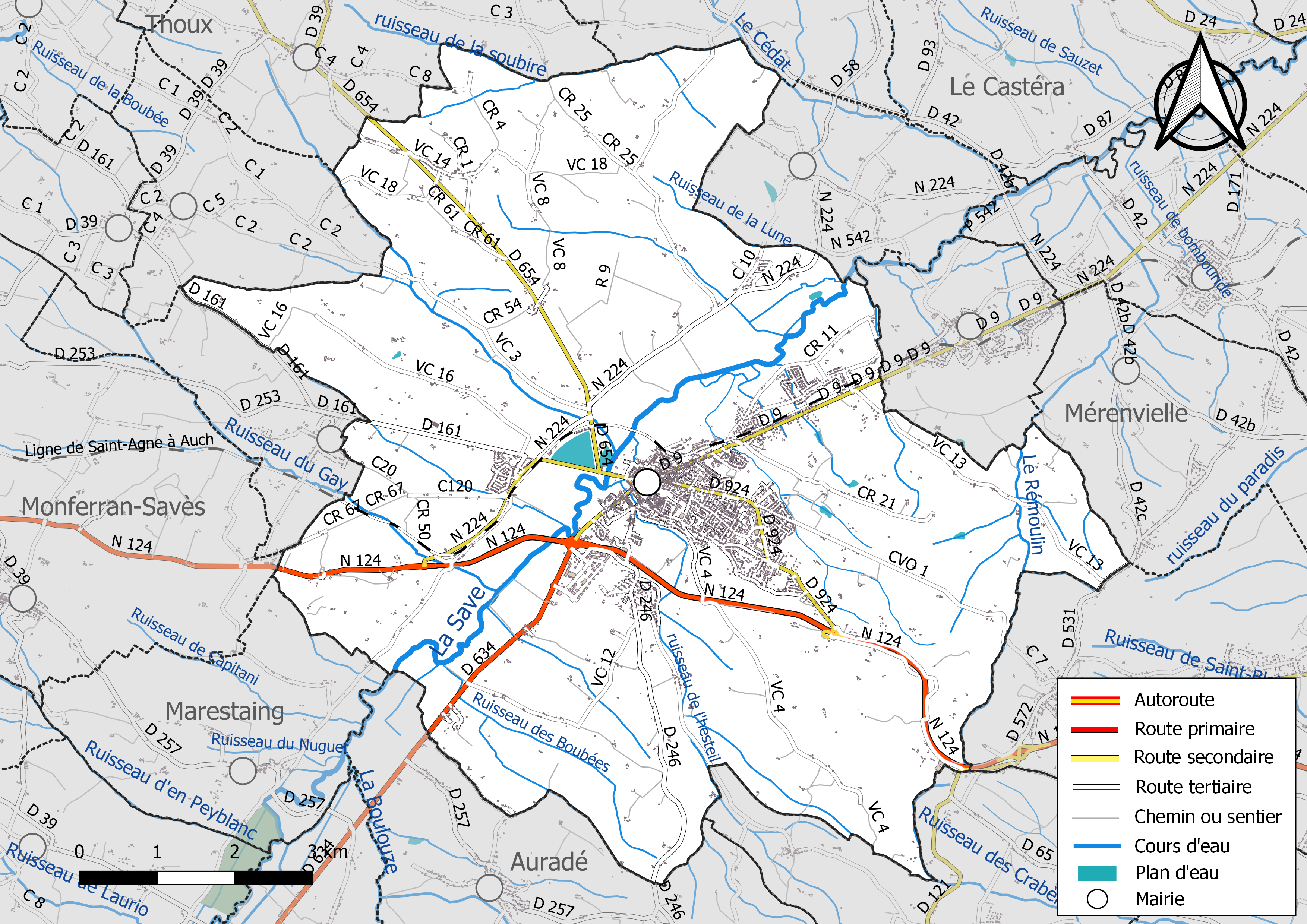
利勒茹尔丹道路地图

### 公路
法国国道N124线和多条热尔省省道在利勒茹尔丹境内交汇。奥克西塔尼大区下属的城际客运提供巴士线路，可前往图卢兹、欧什和隆贝兹。
| 29 | 32 |

| 34 | 33 |

| 欧什 | 47 |

| 埃斯特雷特丰新堡 | 33 |

| 图卢兹 | 37 |

| 科洛米耶 | 24 |

| 蒙托邦 | 57 |

| 米雷 | 40 |

2018年，83.2%的利勒茹尔丹家庭拥有至少一辆私人汽车。2019年，利勒茹尔丹境内共发生各类交通事故8起，造成13人受伤。

### 铁路
利勒茹尔丹位于图卢兹－欧什铁路上，该铁路是热尔省境内唯一的客运铁路。利勒茹尔丹站位于市区北部，停靠往返于图卢兹和欧什一线的区域列车。

### 航空
距离利勒茹尔丹最近的民用航空站为图卢兹-布拉尼亚克机场，距离利勒茹尔丹市中心的公路里程约34公里。

### 城市公共交通
截至2022年1月，利勒茹尔丹暂无城市公共交通系统。

## 政治

### 市政内阁

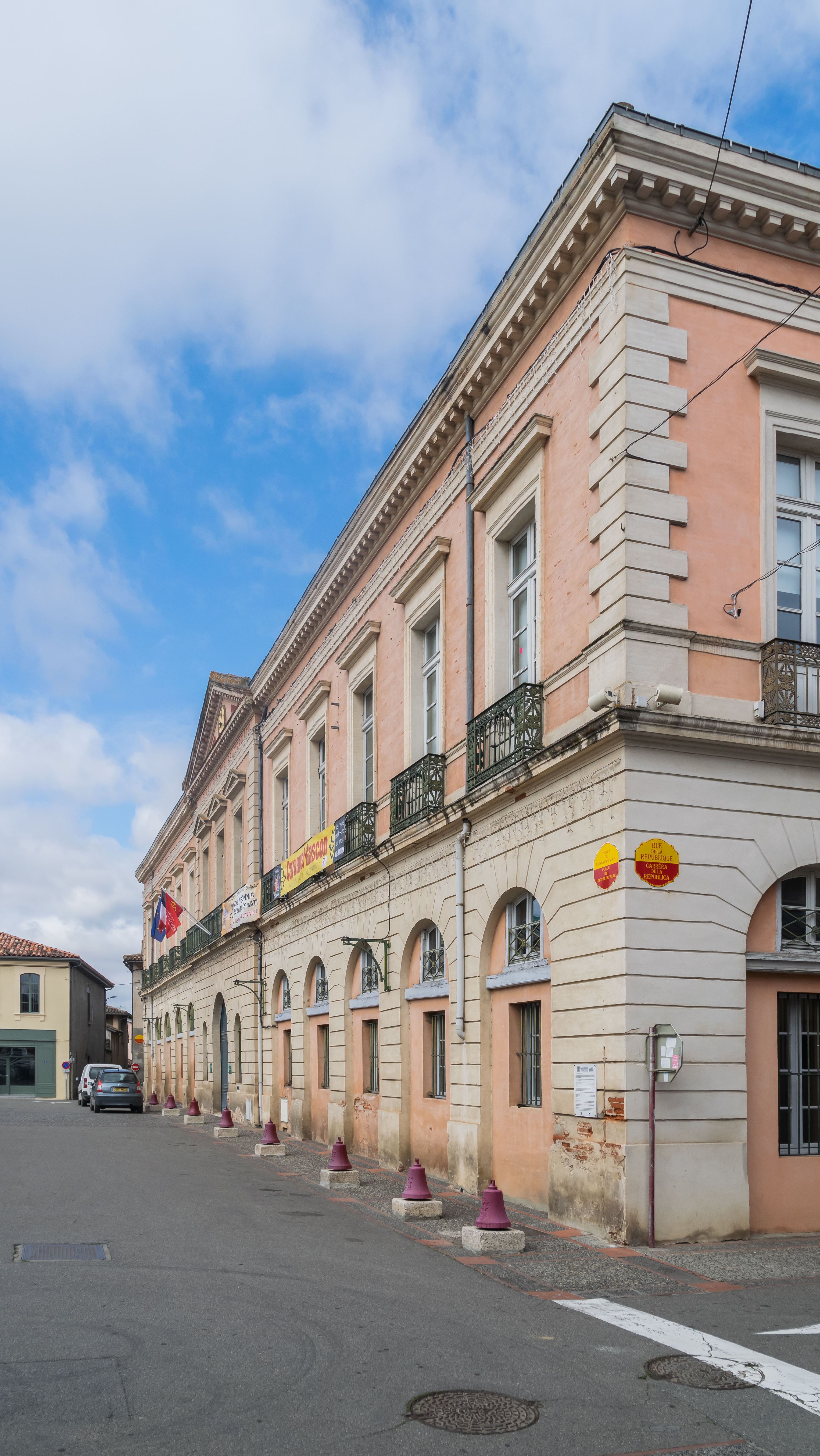
利勒茹尔丹市政厅

利勒茹尔丹的现任市长为弗朗西斯·伊德拉克先生（Francis Idrac），他是社会党的一名成员，在2020年的市政选举中获得了50.17%的支持率。
| 利勒茹尔丹历届市长 | 利勒茹尔丹历届市长                    | 利勒茹尔丹历届市长                     |
| 任期               | 市长                                  | 党派                                   |
| ------------------ | ------------------------------------- | -------------------------------------- |
| 1944年－1953年     | Joseph Delieux 约瑟夫·德利厄          | RAD激进党                              |
| 1953年－1977年     | Marius Campistron 马里尤斯·康皮斯特龙 | UDR共和国保卫联盟                      |
| 1977年－1995年     | Michel Ghirardi 米歇尔·吉拉尔迪       | PS社会党 →PSU联合社会党 →Les Verts绿党 |
| 1995年－2001年     | Louis Aygobère 路易·艾戈贝尔          | DVD右翼无党派人士                      |
| 2001年－2014年     | Alain Tourné 阿兰·图尔内              | PS社会党                               |
| 2014年－           | Francis Idrac 弗朗西斯·伊德拉克       | PS社会党                               |

### 各级选举
| 利勒茹尔丹历届投票选举结果 | 利勒茹尔丹历届投票选举结果 | 利勒茹尔丹历届投票选举结果 | 利勒茹尔丹历届投票选举结果 | 利勒茹尔丹历届投票选举结果          | 利勒茹尔丹历届投票选举结果 | 利勒茹尔丹历届投票选举结果 | 利勒茹尔丹历届投票选举结果          | 利勒茹尔丹历届投票选举结果 | 利勒茹尔丹历届投票选举结果 |
| 选举项目                   | 选举单位                   | 选区单位                   | 选举结果                   | 选举结果                            | 选举结果                   | 选举结果                   | 选举结果                            | 选举结果                   | 参考资料                   |
| 选举项目                   | 选举单位                   | 选区单位                   | 第一轮胜出者               | 第一轮胜出者                        | 支持率                     | 第二轮胜出者               | 第二轮胜出者                        | 支持率                     | 参考资料                   |
| -------------------------- | -------------------------- | -------------------------- | -------------------------- | ----------------------------------- | -------------------------- | -------------------------- | ----------------------------------- | -------------------------- | -------------------------- |
| 2017年法國總統選舉         | 法國                       | 市镇                       |                            | 埃马纽埃尔·马克龙                   | 25.94%                     |                            | 埃马纽埃尔·马克龙                   | 66.96%                     | [ 22 ]                     |
| 2017年法国立法选举         | 热尔省第二选区             | 市镇                       |                            | 克里斯托费尔·索西奥                 | 31.86%                     |                            | 克里斯托费尔·索西奥                 | 54.76%                     | [ 22 ]                     |
| 2019年欧洲议会选举         | 法國                       | 市镇                       |                            | 复兴运动党                          | 21.71%                     | （不适用）                 | （不适用）                          | （不适用）                 | [ 22 ]                     |
| 2021年法国省级选举         | 热尔省                     | 县                         |                            | 克里斯蒂娜·迪卡鲁日 弗朗西斯·拉罗克 | 49.56%                     |                            | 克里斯蒂娜·迪卡鲁日 弗朗西斯·拉罗克 | 58.69%                     | [ 23 ]                     |
| 2021年法国省级选举         | 热尔省                     | 市镇                       |                            | 克里斯蒂娜·迪卡鲁日 弗朗西斯·拉罗克 | 46.73%                     |                            | 克里斯蒂娜·迪卡鲁日 弗朗西斯·拉罗克 | 55.53%                     | [ 23 ]                     |
| 2021年法国大区选举         | 奧克西塔尼大區             | 市镇                       |                            | 卡萝尔·代尔加                       | 41.31%                     |                            | 卡萝尔·代尔加                       | 63.27%                     | [ 24 ]                     |

## 人口
2018年，利勒茹尔丹市镇人口数量为8,961，是热尔省人口第二多的市镇，仅次于省会欧什，在法国排名第1,140位。其中男性4,310人，女性4,651人，75岁及以上人口占7.8%，外籍人口数量为1,740人，人口密度为127人/平方公里，当地居民被称为（男性）或（女性）。2019年，利勒茹尔丹境内出生95人，死亡人口84人。
| 年份   | 1946  | 1954  | 1962  | 1968  | 1975  | 1982  | 1990  | 1999  | 2004  | 2006  | 2009  | 2014  | 2019  |
| ------ | ----- | ----- | ----- | ----- | ----- | ----- | ----- | ----- | ----- | ----- | ----- | ----- | ----- |
| 人口數 | 3,536 | 3,447 | 3,675 | 4,002 | 4,195 | 4,358 | 5,029 | 5,560 | 6,148 | 6,471 | 7,296 | 8,345 | 9,072 |

## 经济
利勒茹尔丹是一个区域性的中心城市。2021年，利勒茹尔丹市镇范围内共有各类用人单位（包含自雇）1,641家，比上一年增加了88家。（电子设备销售）、（工业设备销售）及（技术分析）是当地2020年营业额最高的三个企业，分别为48,546,184欧元、34,161,078欧元和26,512,403欧元。

## 财政与居民收入
2020年，利勒茹尔丹的财政收入总额为9,984,180欧元，财政支出总额为8,007,430欧元，当年的债务总额为15,247,200欧元。2021年，利勒茹尔丹共获得859,804欧元的国家财政补助，比上一年减少了1.15%。
2019年，利勒茹尔丹的人均月收入总额为2,548欧元，其中高级职员为3,960欧元，低于法国平均水平（4,230欧元）；中级职员为2,380欧元，低于法国平均水平（2,411欧元）；普通职员为1,773欧元，高于法国平均水平（1,740欧元）。
2018年，利勒茹尔丹境内的青壮年（15至64岁）失业率为8.1%，当地54.8%的家庭拥有纳税资格，平均纳税3,021欧元，低于法国平均水平（3,910欧元）。

## 社会事务

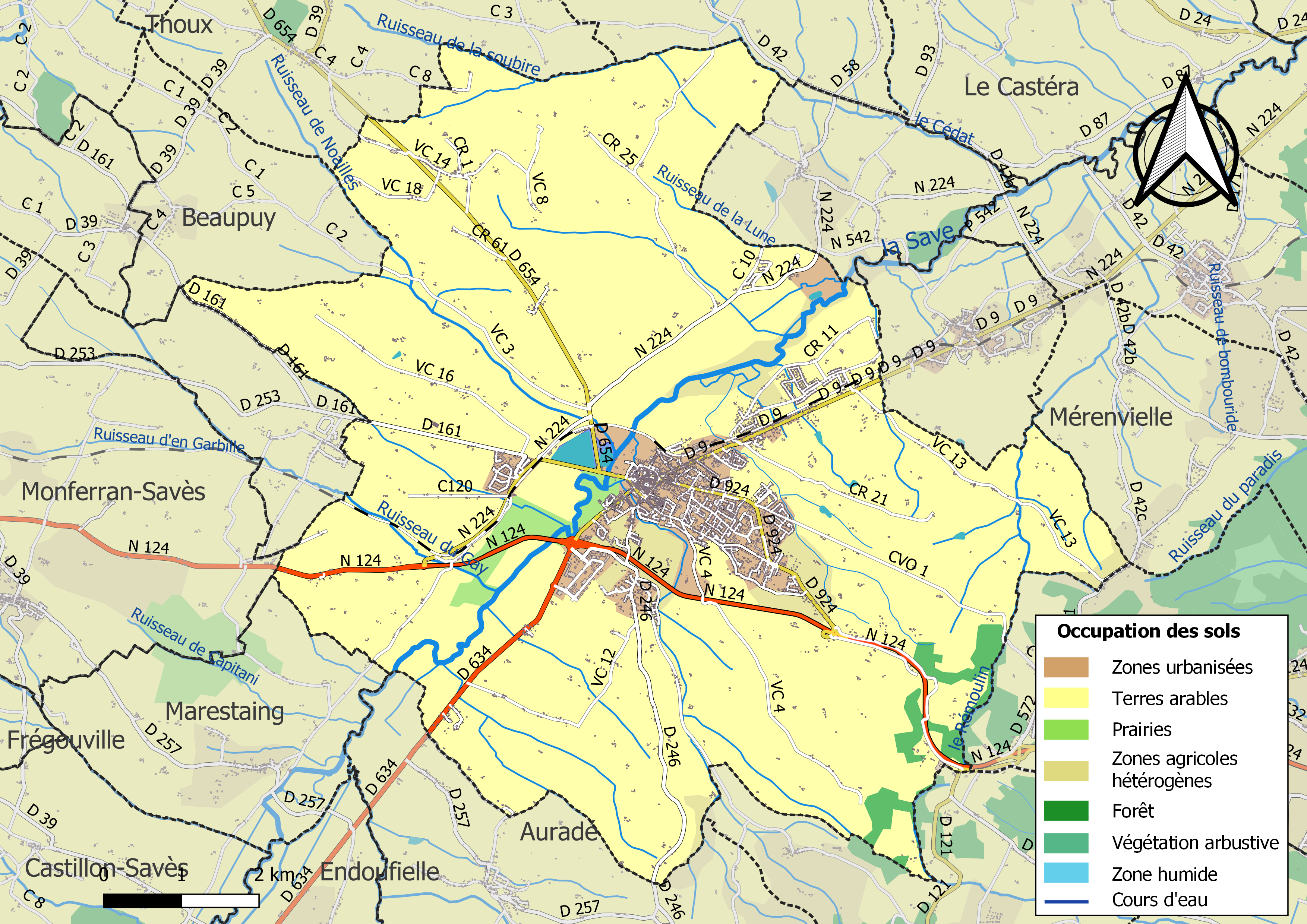
利勒茹尔丹土地利用情况地图

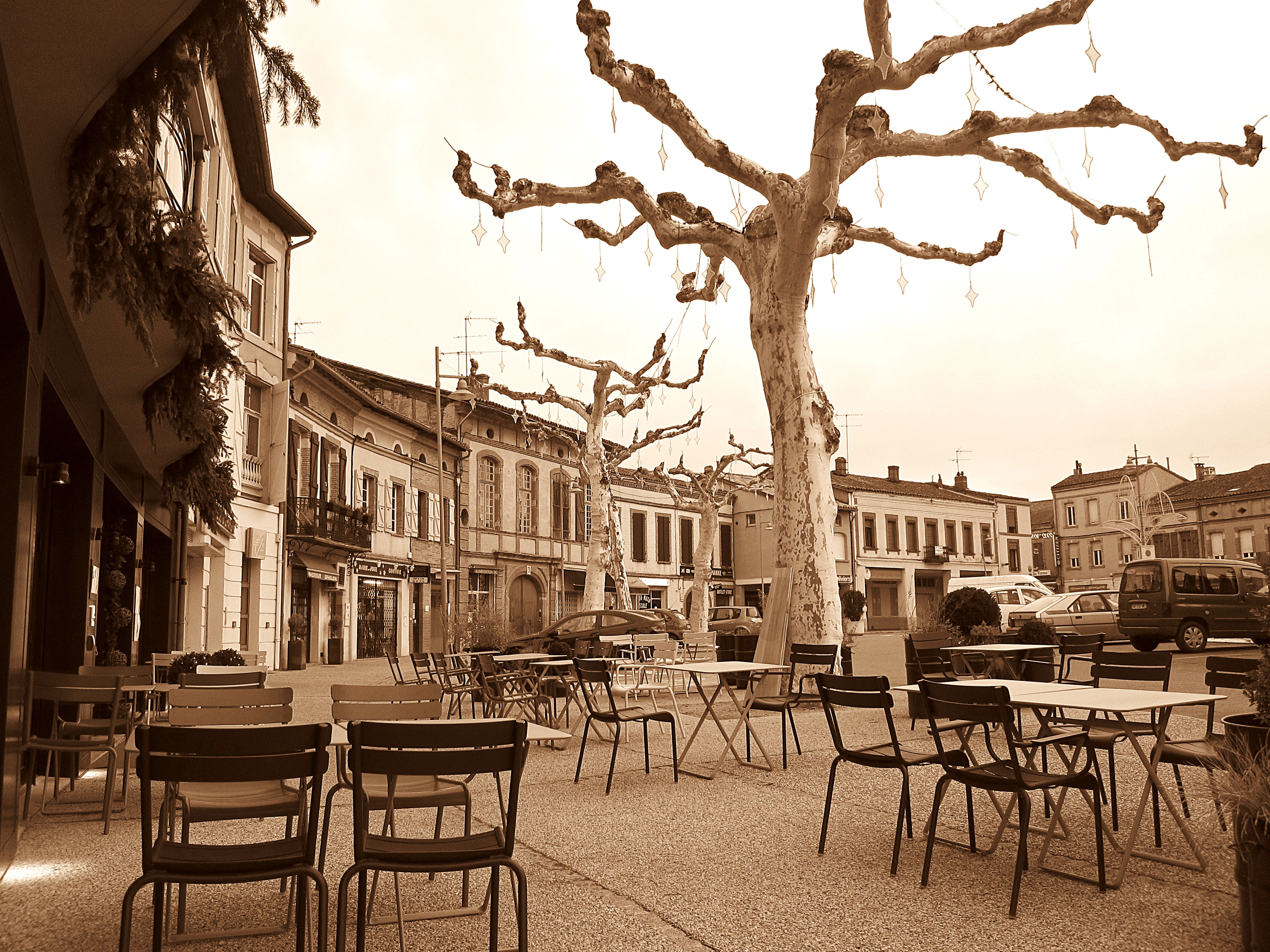
甘必大广场

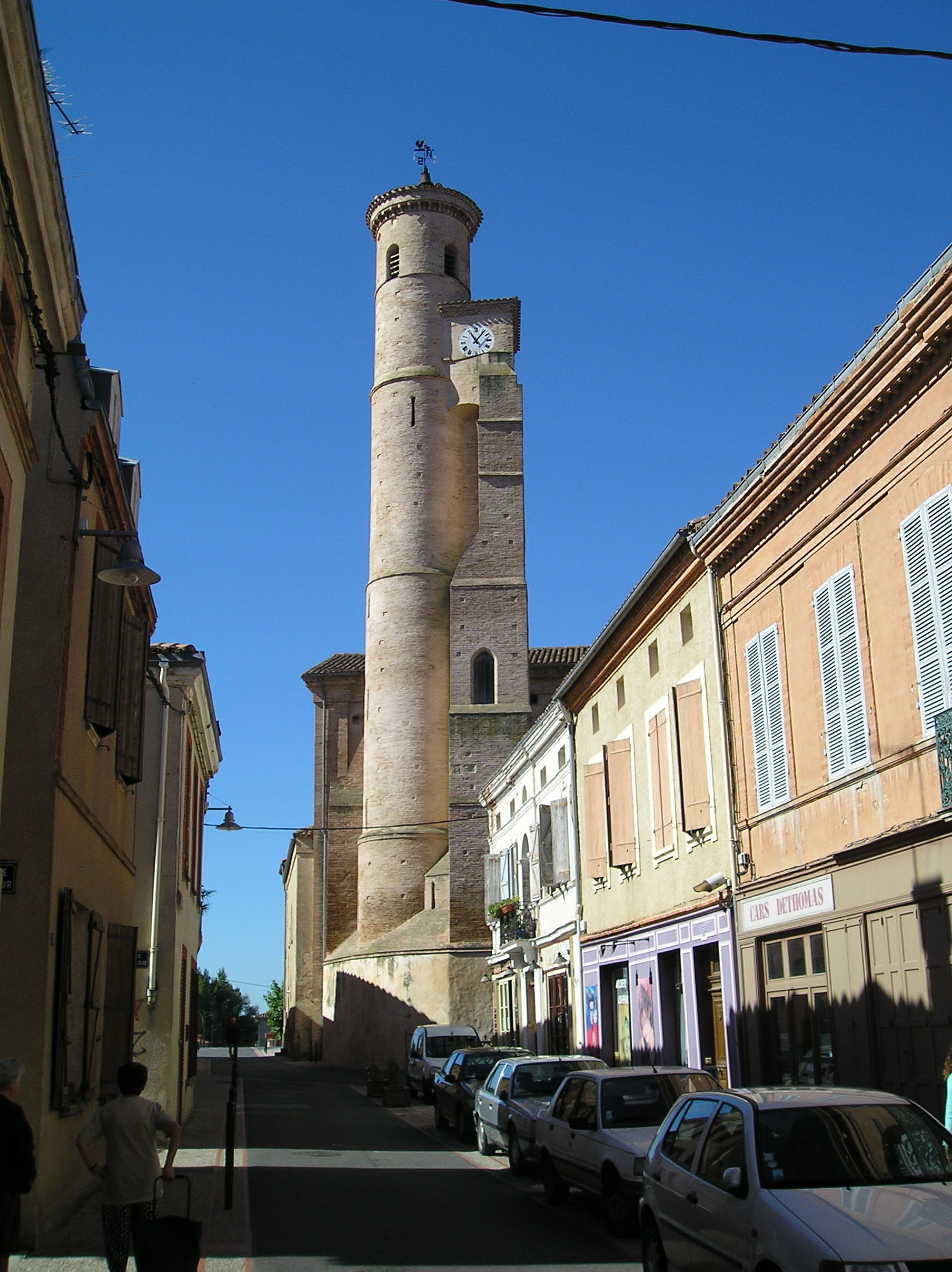
共和国街及尽头的圣马丁塔楼

### 教育
利勒茹尔丹属于图卢兹学区。截止2020年1月1日，利勒茹尔丹境内共有2所幼儿园、4所小学、3所初级中学和1所普通高中。2018至2019学年度，利勒茹尔丹境内共有在校中等教育阶段学生1,578名。

### 医疗
截止2020年1月1日，利勒茹尔丹境内共有全科医生10名、保健师21名、牙医12名、护士36名、皮肤科医生1名和助产士1名。境内共有药房3家、养老院1家。
距离利勒茹尔丹最近的区域性医疗机构为日蒙中心医院（Centre Hospitalier de Gimont），其主病区位于日蒙市区，距离利勒茹尔丹市区的正常车程约16分钟，该院设有床位253个，是当地规模最大的公立综合性医院。此外，利勒茹尔丹前往图卢兹大学中心医院下属的皮埃尔-保罗·里凯医院（Hôpital Pierre-Paul Riquet）的正常车程在半小时以内。

### 住房
2018年，利勒茹尔丹境内共有各类住房4,427套，其中70.3%为独立式居民区，29.4%为集中式居民区。常住房屋占利勒茹尔丹市镇范围内居民建筑总量的90.9%。
在住房保障政策方面，2020年，利勒茹尔丹境内共有633户家庭获得了住房经济补助，受益人数占总人口数量的7.1%，其中596份为房租补助。

### 商业
2019年，利勒茹尔丹境内共有各类实体商铺316家，其中餐厅34家、大型超市5家、杂货店4家、面包房11家、肉铺4家、书店3家、装饰品店5家、银行门店9家、美容美发店17家、汽车维修店24家。市中心建有一家Super U超市和家乐福便民店；市区西南部建有开放式商业街区，有一家家乐福购物商场。

### 体育
2020年，利勒茹尔丹境内共有1家游泳池、3间体育馆、1座综合体育场、6处网球场、3处马术场、3处足球或橄榄球场、2处篮球或排球场以及1处高尔夫球场。
利勒茹尔丹因橄榄球运动而闻名，利勒茹尔丹体育联盟是当地的一支橄榄球俱乐部，该队成立于1907年，2021至2022赛季参加法国橄榄球乙组联赛（第五级别），其主场费尔南·拉帕吕球场（Stade Fernand Lapalu）位于市区西部。
截至2022年1月，利勒茹尔丹足球俱乐部（Clud de Football de L'Isle Jourdain，编号506038）是当地唯一的一家注册足球俱乐部，2021至2022赛季参加奥克西塔尼大区足球联赛（法国第八级别），其主场勒奥勒球场（Stade du Hol）位于市区南部。

### 环境
利勒茹尔丹的环境事务由其所属的图卢兹地区加斯科涅市镇公共社区负责。2019年，利勒茹尔丹境内暂无污染企业。

### 治安
2019年，利勒茹尔丹市镇范围内有1处宪兵队。
利勒茹尔丹所在地是欧什警区的管辖范围。2020年，该警区辖区内共257个市镇累计发生各类案件2,268起，其中盗窃类案件1,108起，经济类案件435起，毒品交易类案件77起。

## 文化
2020年，利勒茹尔丹境内共有1家电影院和1家博物馆。利勒茹尔丹市政府提供多媒体中心，每周二、三、五、六向公众开放。

### 建筑
利勒茹尔丹境内有多处历史建筑，其中镇中心的圣马丁大教堂（Collégiale Saint-Martin）是法国国家文物保护单位，帕纳侯爵城堡则是当地的地标性建筑物。

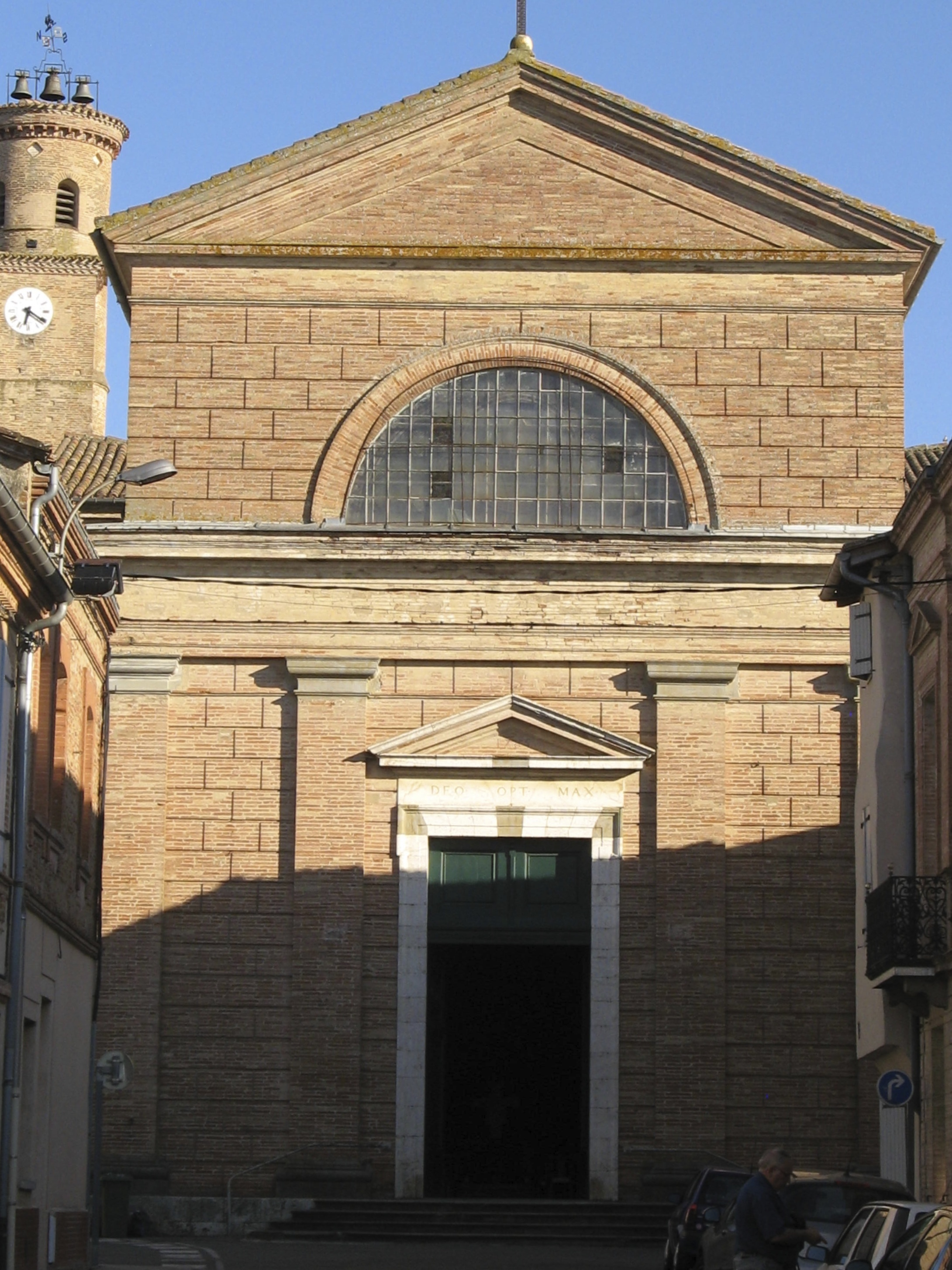
圣马丁大教堂
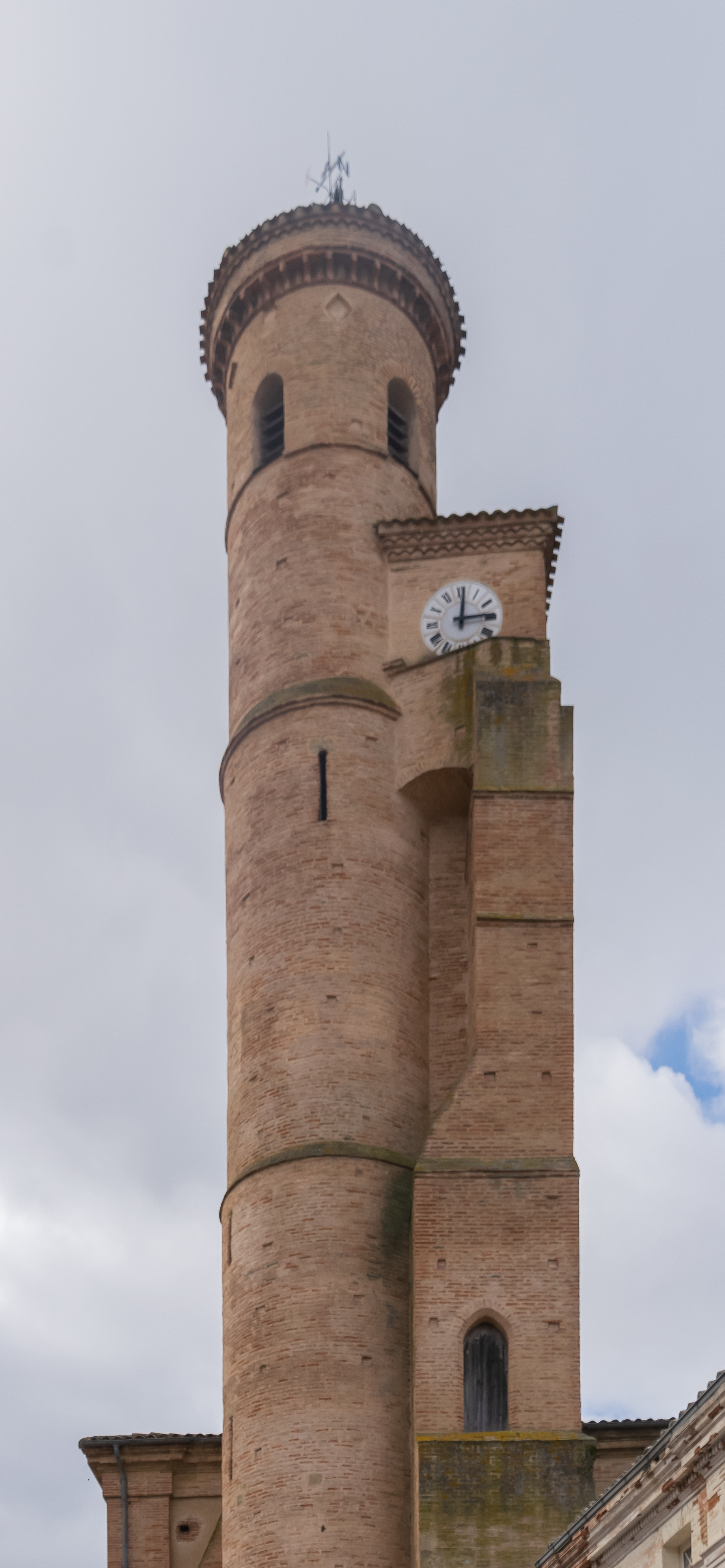
教堂塔楼
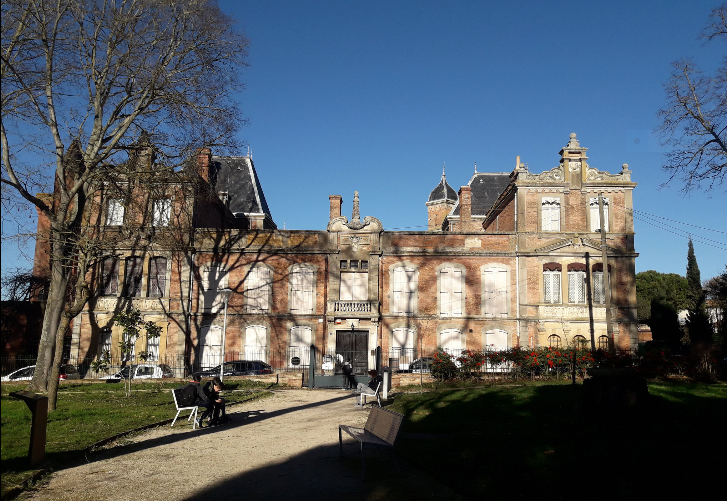
帕纳城堡
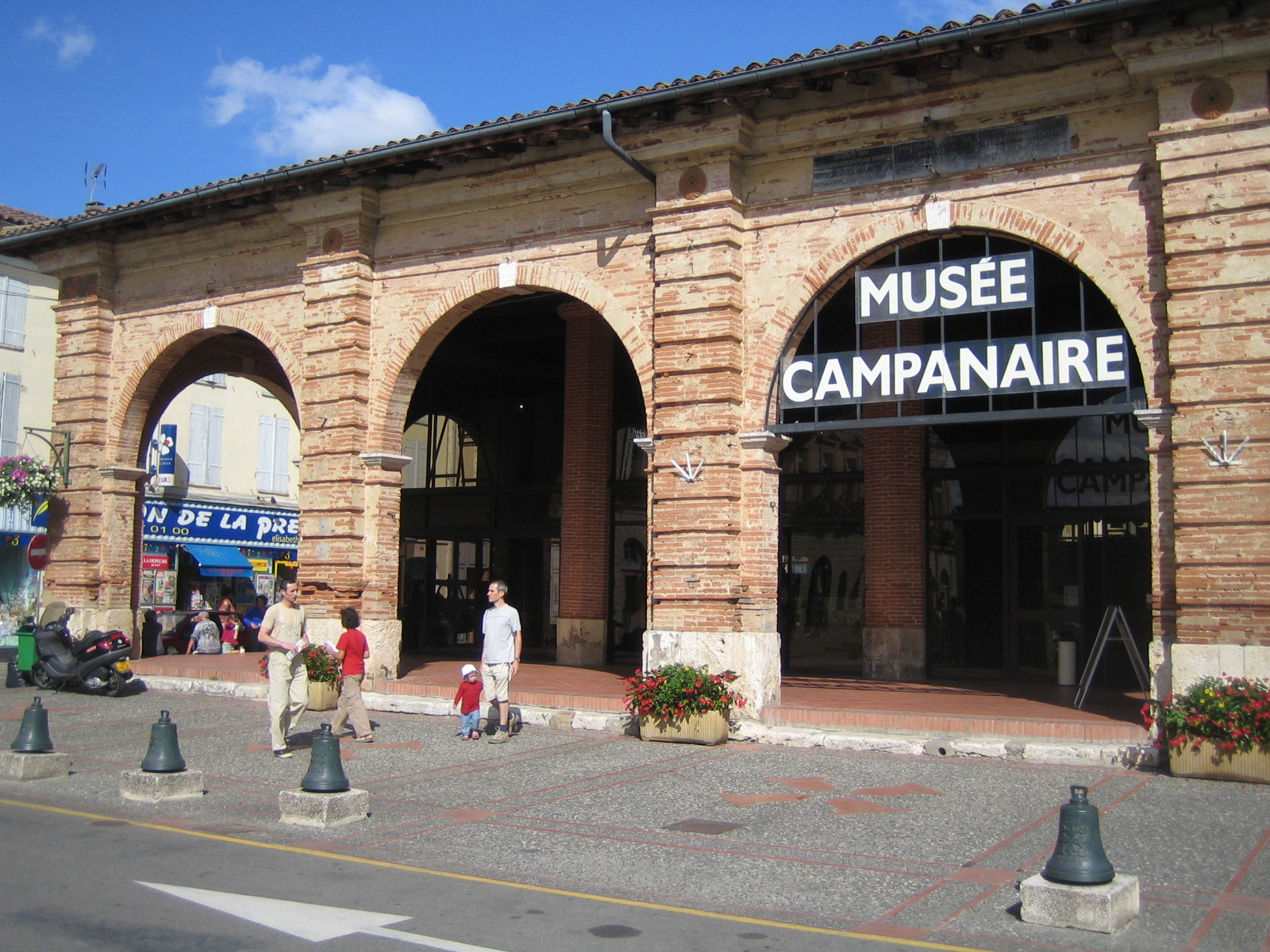
钟楼博物馆
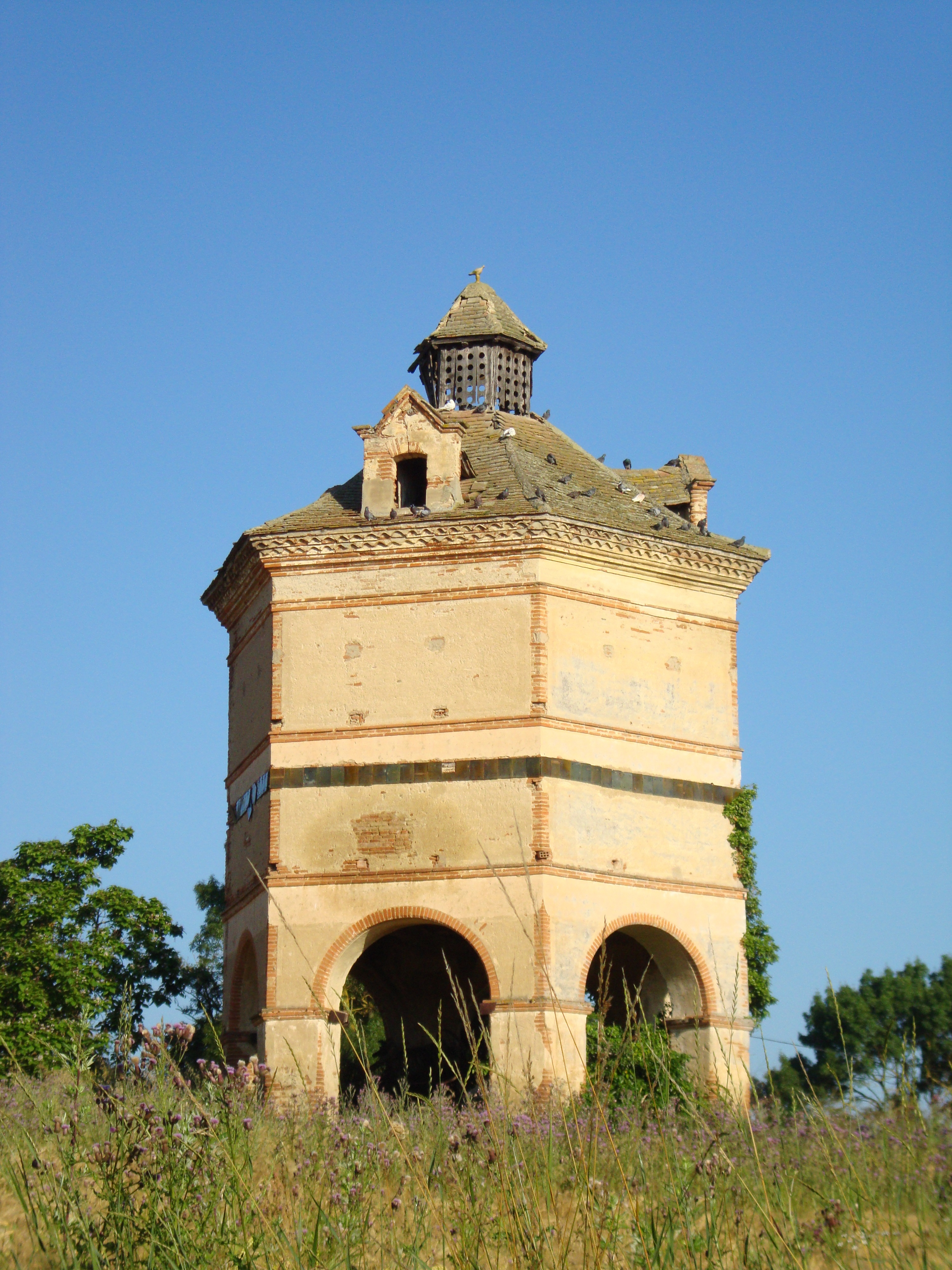
鸽舍
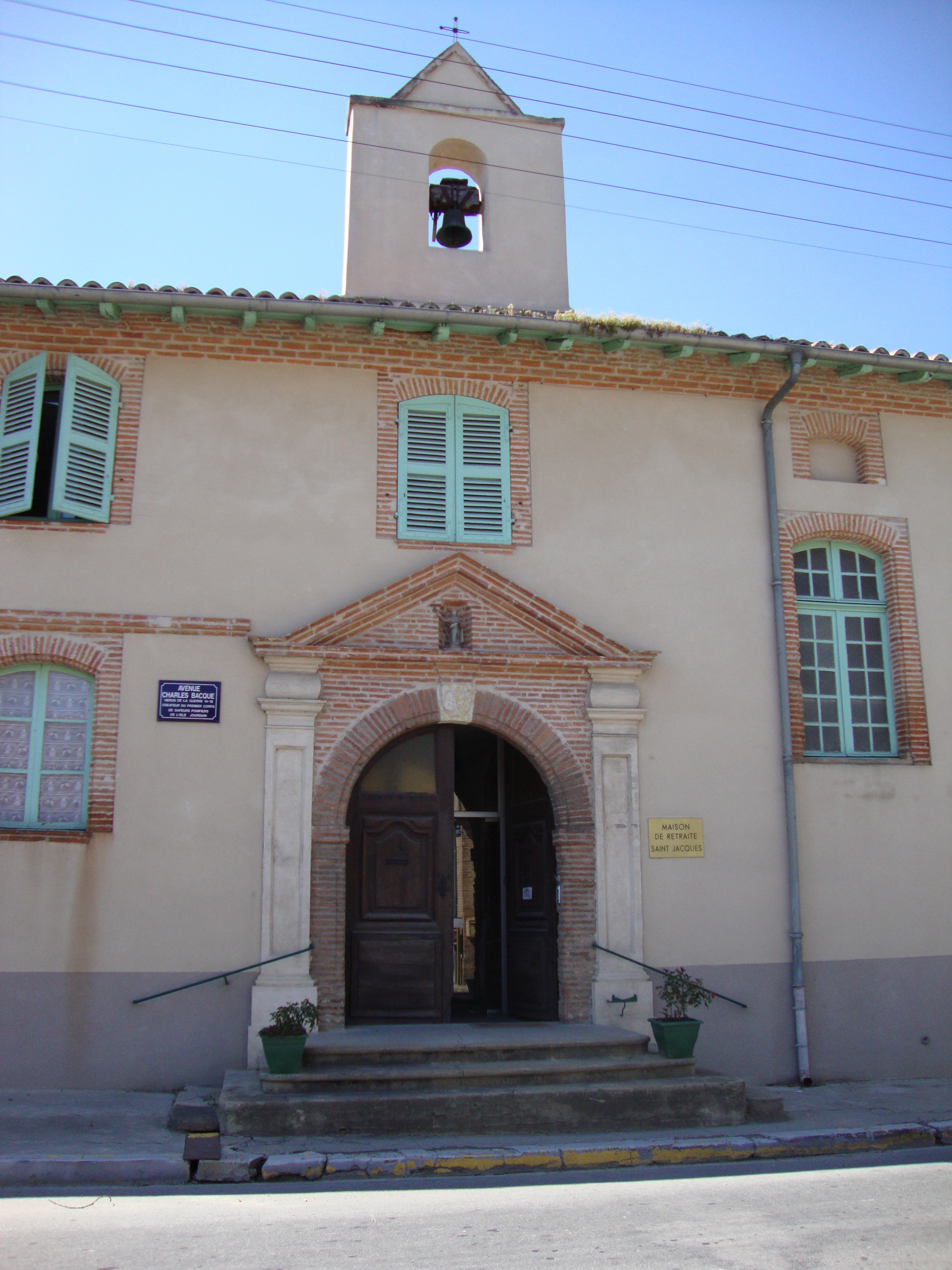
神学院旧址
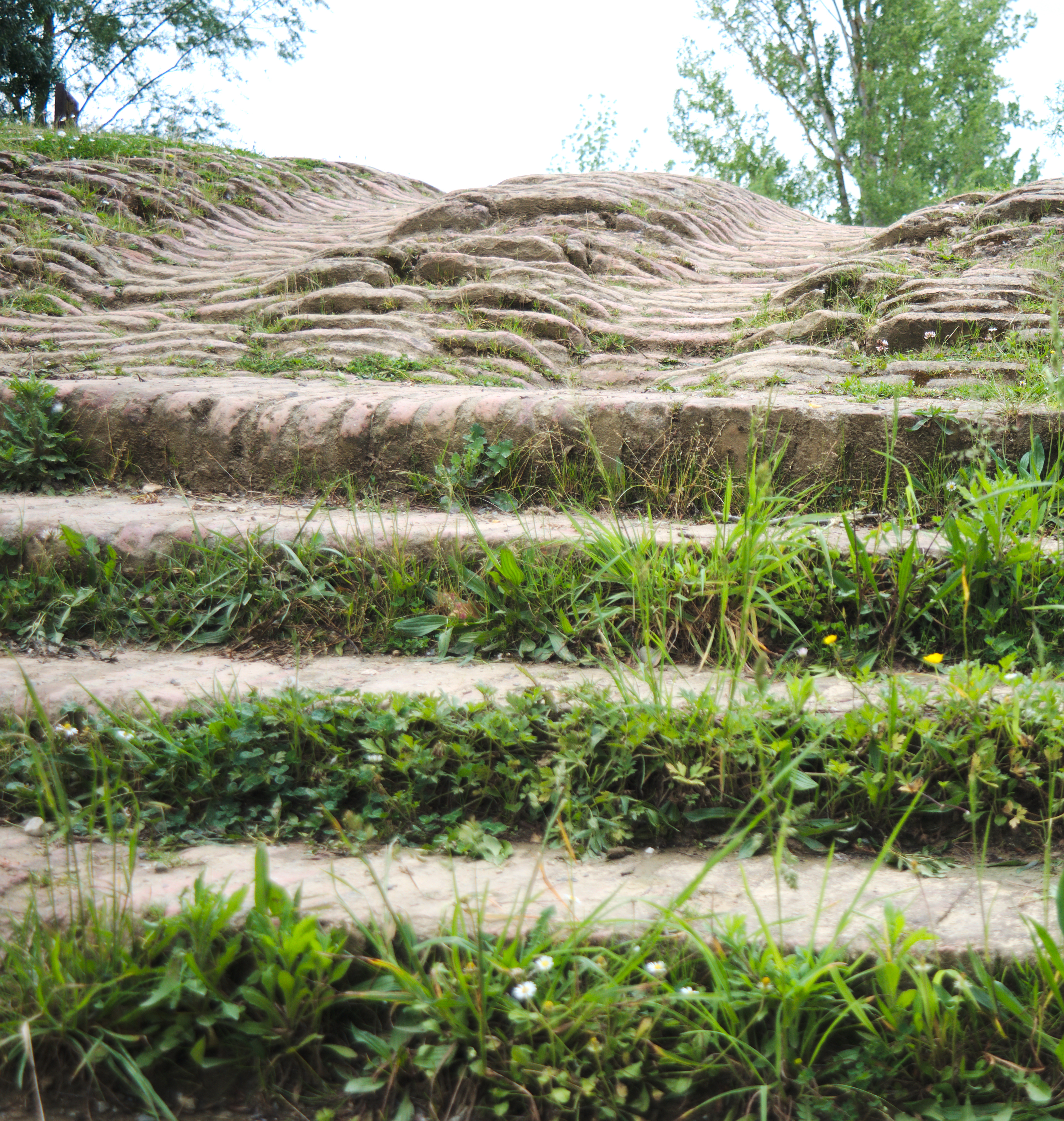
拱桥遗址

### 旅游
利勒茹尔丹的旅游事务由其所属的图卢兹地区加斯科涅市镇公共社区负责。2021年，利勒茹尔丹境内共有2家酒店共计52间房间；另有1个露营地，可容纳共80辆露营车。

### 媒体
法国主要的媒体均可在利勒茹尔丹接收，法国电视三台下属的奥克西塔尼大区频道在部分时段播出利勒茹尔丹所属区域的地方新闻。

## 相关人物
科曼日伯爵贝尔特朗、文学家阿尔芒·普拉维耶尔、马术运动员路易·代利厄、哲学家皮埃尔·奥邦克和哲学家埃利·塞斯泰尔出生于利勒茹尔丹。

## 友好城市
截至2022年1月，利勒茹尔丹共与两座城市互为友好城市关系：
- 義大利 莫塔迪利文扎
- 西班牙 卡尔瓦略